# Kevin Bedford
Kevin Edward Bedford (sinh ngày 26 tháng 12 năm 1968) ở Carshalton, London, Anh, là một cầu thủ bóng đá người Anh đã giải nghệ thi đấu ở vị trí hậu vệ trái cho Wimbledon, Aldershot và Colchester United ở Football League.